# Pholcus okinawaensis
Pholcus okinawaensis (Japans:オキナワユウレイグモ,Okinawa-yūreigumo) is een spinnensoort uit de familie trilspinnen (Pholcidae). De soort komt voor in Japan.